# 聖哥達全景觀快車

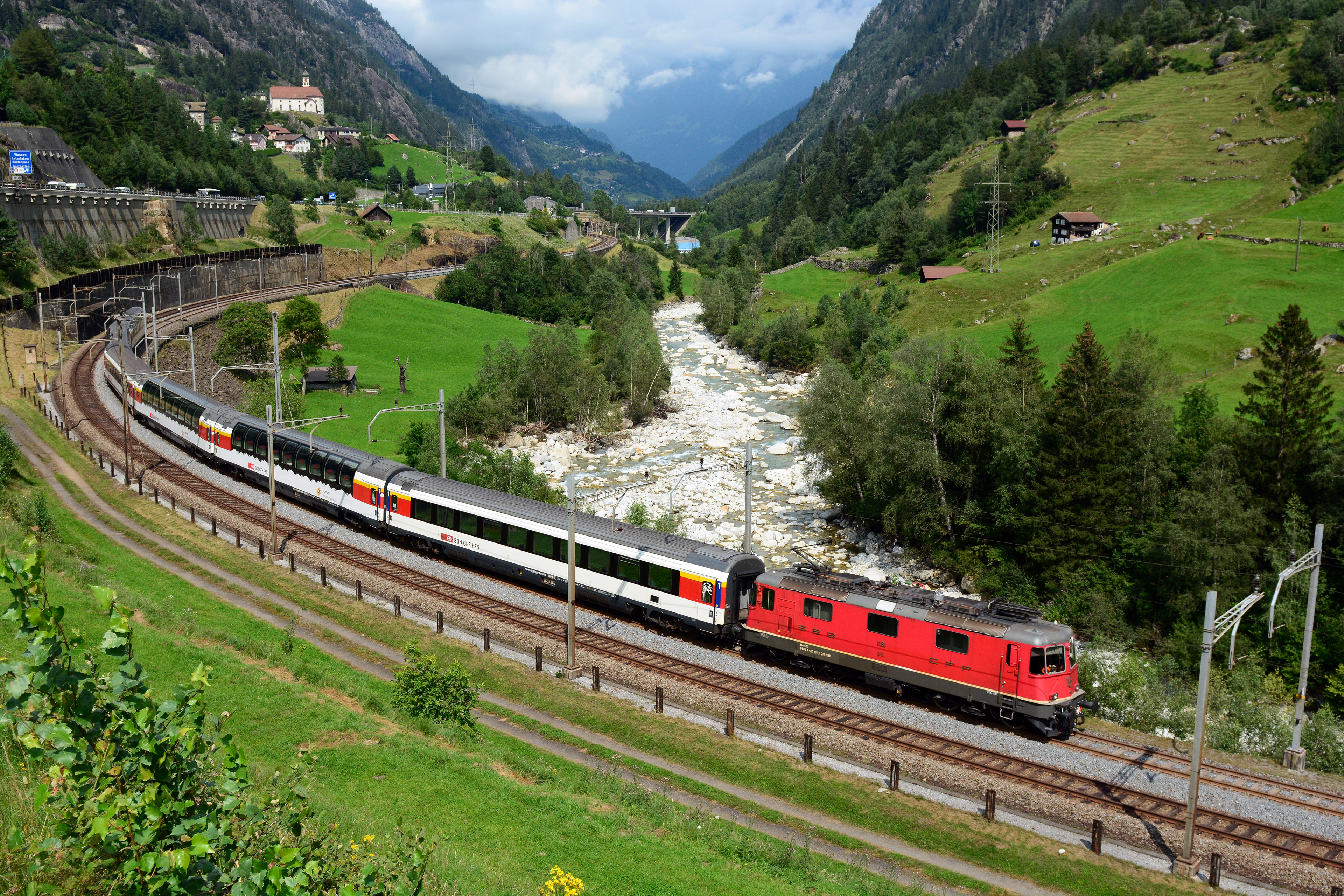
聖哥達全景觀快車

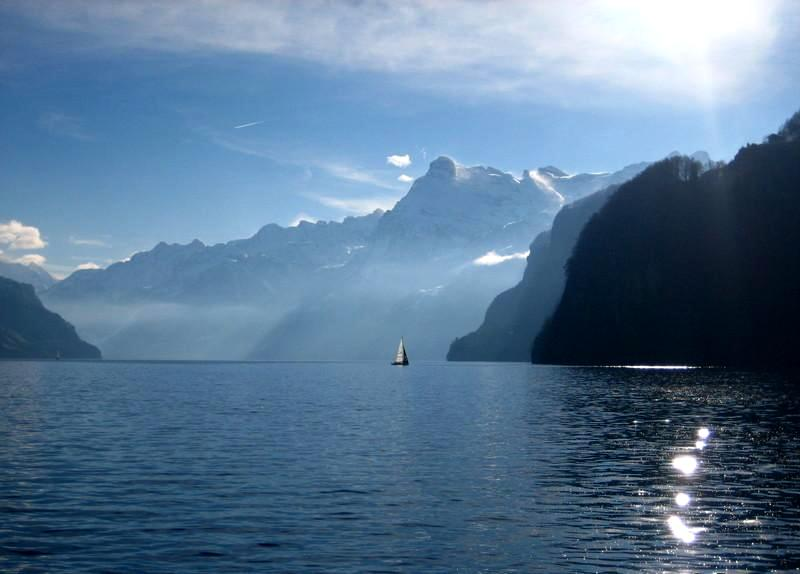
卢塞恩湖

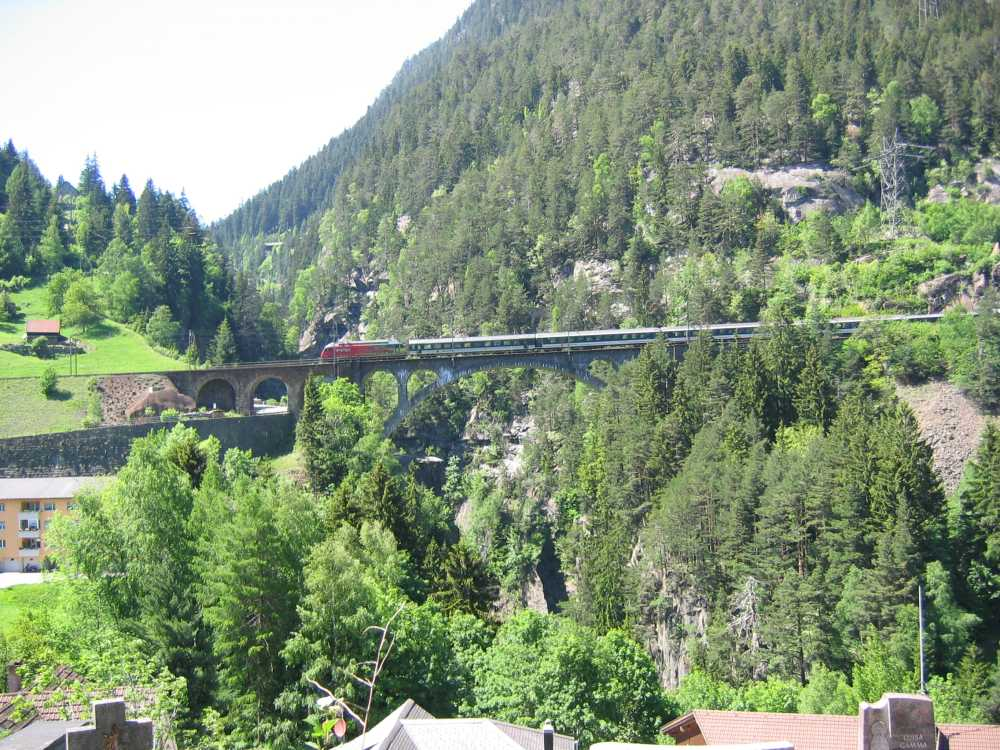
瓦斯森附近

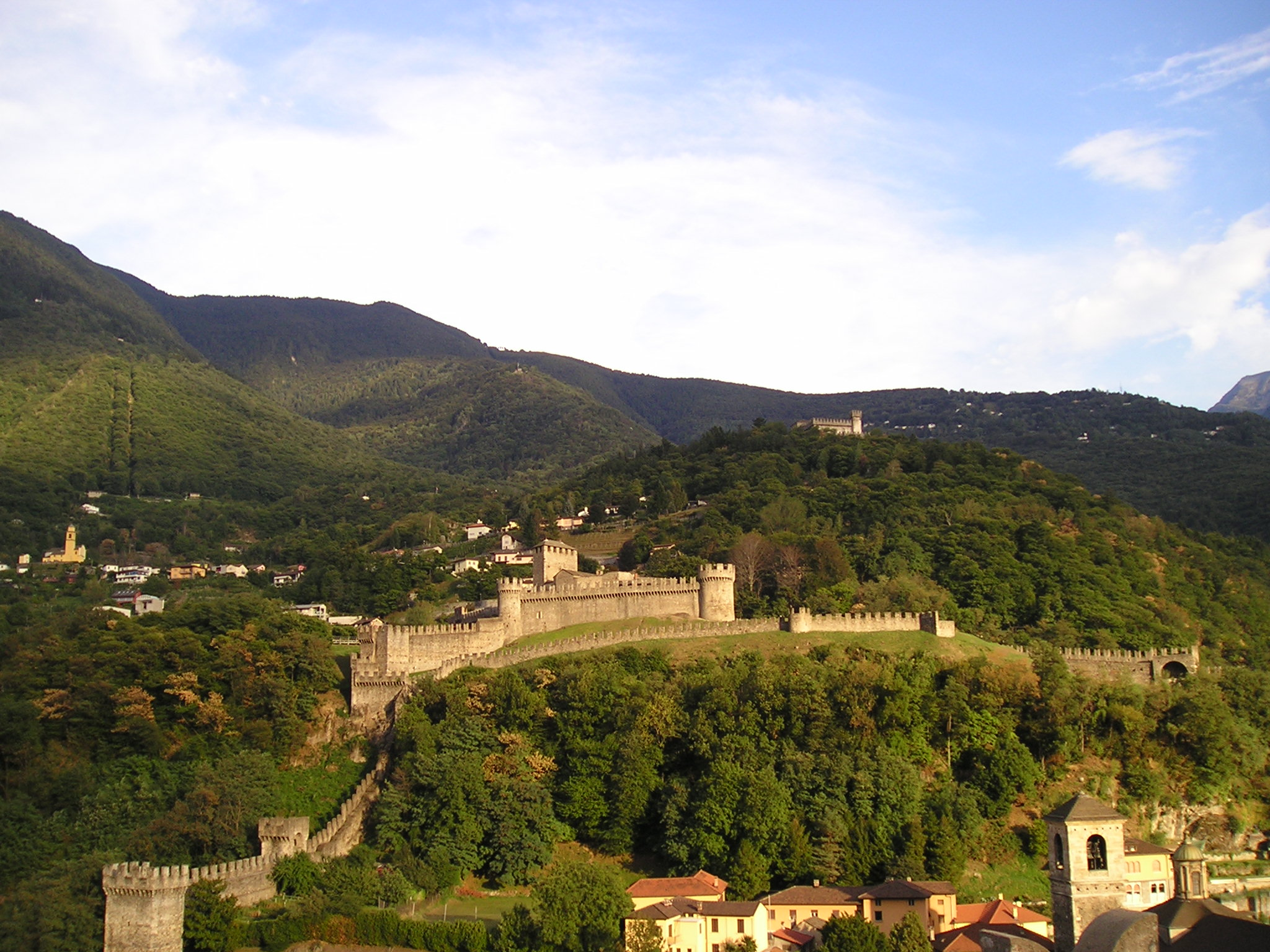
贝林佐纳三城堡

威廉·泰尔快车（Wilhelm Tell Express）是条结合了船和全景列车的路线，连接卢塞恩与洛迦诺（或卢加诺），从北到南穿越瑞士阿尔卑斯山脉。
首先，游客从卢塞恩搭乘蒸汽船，穿越卢塞恩湖，到达弗吕埃伦（Flüelen），行程3个小时。从弗吕埃伦火车进入罗伊斯河河谷，取道圣哥达线，经过圣哥达山口下面的圣哥达隧道，然后出现在提契诺州的Leventina河谷。经过2小时的旅行，列车到达贝林佐纳和洛迦诺。